# Cassà de la Selva
Cassà de la Selva è un comune spagnolo di 9 537 abitanti situato nella comunità autonoma della Catalogna, prossimo a Gerona.